# Pierre Amédée Jaubert
Pierre Amédée Jaubert (Aix-en-Provence, 3. lipnja 1779. − Pariz, 28. siječnja 1847.), francuski diplomat, političar, akademik, putopisac i orijentalist, jedan od omiljenih Napoleonovih dragomana i savjetnika za Orijent.

## Životopis

### Školovanje
Rođen je u gradu Aix-en-Provence, a sredinom 1790-ih odlazi u Pariz gdje na École des Langues Orientalesu zajedno sa Silvestrom de Sacyjem studira arapski, turski i perzijski jezik. Nakon svršetka studija pristupa francuskom poslanstvu u Istanbulu, a potom se 1798. godine pridružuje Napoleonovoj ekspediciji u Egiptu prilikom čega služi kao jedan od glavnih prevoditelja. Tijekom 1800. i 1801. godine vraća se na studij, dok se 1802. ponovo pridružuje francuskim trupama u Aleksandriji.

### Diplomatska služba
Povratkom u Francusku imenovan je prevoditeljem u ministarstvu vanjskih poslova, a istovremeno je radio i kao profesor turskog jezika na École des Langues Orientalesu. Godine 1804. poslan je na dvor osmanlijskog sultana Selima III. da mu službeno objavi kako je Napoleon postao carem. U ožujku sljedeće godine poslan je na iranski dvor k Fatehu Ali-šahu da sklopi savez protiv Britanije i Rusije. Jaubert je prilikom tog zadatka bio suočen s brojnim poteškoćama poput 8-mjesečnog zatočeništva pokraj granice s Iranom, no u lipnju 1806. godine u Teheranu je isporučio Napoleonovo pismo čime je misija uspješno obavljena. Iranski dvor prilikom sastanka darovao mu je veliki portret šaha i brojne perzijske rukopise koje je predao Kraljevskoj knjižnici u Parizu.
U travnju 1807. godine Jaubert je bio glavni prevoditelj na sastanku Napoleona i iranskog veleposlanstva u palači Finckenstein u Istočnoj Pruskoj gdje je postignut sporazum o savezništvu protiv Britanije i Rusije. Iako potpisan 4. svibnja 1807. godine, sporazum iz Finckensteina postao je ništavan svega dva mjeseca kasnije kada je Napoleon sklopio mirovni sporazum s ruskim carem Aleksandrom I.
Za vrijeme Napoleonovih sto dana Jaubert je obnašao dužnost francuskog otpravnika poslova u Istanbulu, a nakon pada njegovog režima zauvijek napušta diplomaciju i političku službu.

### Književno stvaralaštvo
Kasnih 1810-ih Jaubert se posvećuje jezikoslovnom istraživanju, učenju i putovanjima. Tijekom 1818. i 1819. godine ponovo putuje Azijom, a pri povratku u Pariz izdaje knjigu „Putovanja Armenijom i Perzijom”. U ovom putopisu obrađuje se široka tematika: gospodarski potencijali Irana, carski dvor i ceremonije, nomadska plemena, status žena, rad obavještajaca, itd. Kod mnogo navedenih primjera Jaubert uspoređuje iranske i osmanlijske običaje s obzirom na to da je bio temeljito upoznat s obje kulture. Među ostala Jaubertova djela ubrajaju se i prijevod Idrisijeve „Geografije” odnosno „Francusko-berberski rječnik”.
Godine 1830. pridružio se uglednom humanističkom društvu Académie des Inscriptions et Belles-Lettres i radio je kao profesor perzijskog jezika na Collège de Franceu, a četiri godine kasnije postaje predsjednikom Société Asiatiquea kojeg vodi sve do svoje smrti 28. siječnja 1847. godine.

## Opus
- „Putovanja Armenijom i Perzijom...” (Voyage en Arménie et en Perse...), 1821.
- „Idrisijeva Geografija” (Géographie d'Édrisi), 1836.
- „Francusko-berberski rječnik” (Dictionnaire français-berbère), 1844.

## Odlikovanja
- Chevalier of the Légion d’honneur (1808.)
- Maître des requêtes (1810.)
- Pair de France (1841.)
- Chevalier of the Légion d’honneur (1845.)

## Poveznice
- Claude Mathieu de Gardane
- Francusko-iranski savez